# 非洲復興紀念碑
非洲復興紀念碑（法語：Le Monument de la Renaissance africaine）是一尊位於非洲國家塞內加爾的首都達喀爾的49米高之青銅雕像。置身其中能俯瞰大西洋。
該紀念碑最先由塞內加爾總統阿卜杜拉耶·瓦德提出構想，塞內加爾建築師皮埃爾·古迪亞比設計，朝鮮萬壽臺海外開發會社負責建造。在2006年開始100米高山的平整工程，2008年4月3日開始建造雕像。原定在2009年12月竣工，拖延至2010年初，終於在2010年4月4日，塞內加爾國慶日当天落成，以紀念脫離法國獨立50週年。

## 建築
紀念碑是由3厘米厚的青銅片來塑造一個在山頂的家庭：一尊全身的女子雕像、一尊男子雕像，該男子以左臂高舉嬰兒堅決地指向大海。由朝鮮的萬壽臺海外開發會社負責興建。由塞內加爾總統發起，認為可增強塞內加爾威信，並提供展望一個非洲復興新時代的觀光名勝。

## 揭幕
2010年4月3日，非洲復興紀念碑的揭幕儀式，19位非洲國家元首齊聚達喀爾，包括馬拉維的總統、非洲聯盟、非洲聯盟委員會和貝寧的總統、佛得角、剛果共和國、象牙海岸、岡比亞、利比里亞、馬里、毛里塔尼亞及津巴布韋，以及朝鮮的代表、美國的傑西·傑克遜及音樂家艾格。

## 批評
因雕塑中的母親形象衣著較少，身上僅裹著很少的布料，並露出了前胸和腿，招致了穆斯林的不滿。另外由於項目交由朝鮮公司建造，其融資細節不明，在經濟拮据的塞內加爾也引起一些納稅人的憤怒。

## 圖片

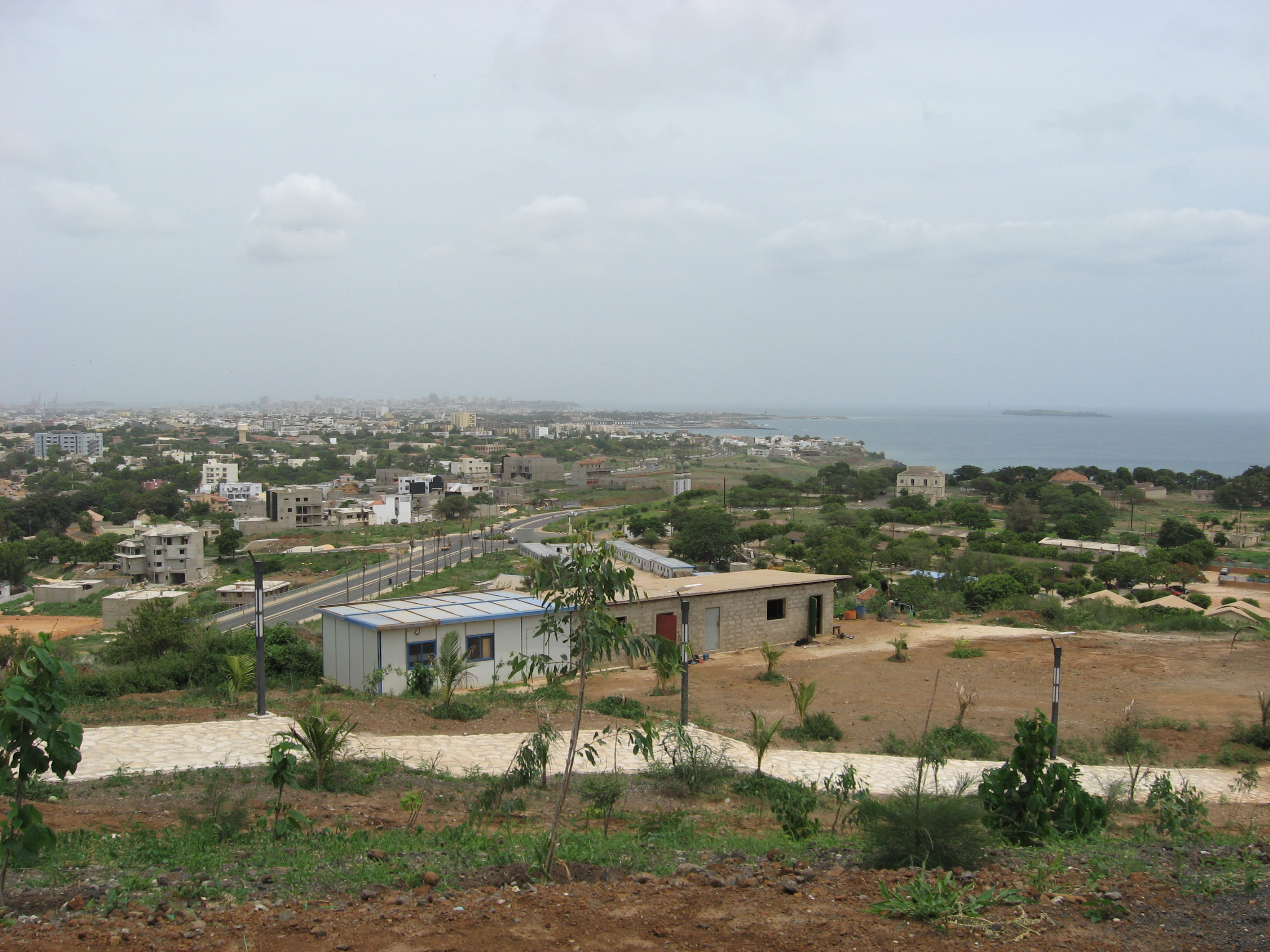
萬壽臺海外開發會社的工作室 (2010年8月)